# Elecciones provinciales de Tierra del Fuego de 1999
Las elecciones generales de la provincia de Tierra del Fuego, Antártida e Islas del Atlántico Sur de 1999 tuvieron lugar en junio del mencionado año con una segunda vuelta para las elecciones de gobernador el 4 de julio. Se buscaba definir quien sería el sucesor de José Arturo Estabillo, gobernante desde 1992 e inhabilitado para la reelección, en la gobernación fueguina, y a los 15 miembros de la Legislatura Provincial.
Debido a la delicada situación legislativa enfrentada por el gobernador Estabillo, las elecciones fueron anticipadas varios meses, ocurriendo antes que las elecciones presidenciales argentinas del mismo año, y con las autoridades electas asumiendo un mes después que el presidente electo.
Los principales candidatos serían Roque Martinelli, del gobernante Movimiento Popular Fueguino (MPF); Carlos Manfredotti, del Partido Justicialista (PJ), fuerza política que había quedado segunda en las dos últimas elecciones; y Mario Jorge Colazo, de la Unión Cívica Radical (UCR), dentro de la Alianza para el Trabajo, la Justicia y la Educación. El único partido aparte de los tres anteriores mencionados que presentó candidato a gobernador fue el izquierdista Frente del Pueblo, que presentó a Liliana Tricárico, la primera mujer candidata a la gobernación fueguina. Colazo triunfó en primera vuelta por un escaso margen, no pudiendo evitar un balotaje contra Manfredotti, en el que fue derrotado por una diferencia muy inferior, de poco menos de dos puntos porcentuales.

## Reglas electorales
Las elecciones se realizaron bajo la constitución provincial de 1991, y bajo la Ley Electoral Provincial 201/94. La misma establece que los cargos de Gobernador y Vicegobernador se eligen directamente por el electorado de la provincia en fórmula única, por mayoría absoluta de votos con la provincia como distrito único para un mandato de cuatro años, reelegibles una sola vez consecutivamente. Si ninguna de las fórmulas obtuviera esa mayoría, se realizará una segunda vuelta electoral entre las dos fórmulas más votadas en la primera, dentro de los quince días siguientes, quedando consagrada la que obtuviese el mayor número de sufragios. Tierra del Fuego es uno de los pocos distritos argentinos que prohíben constitucionalmente que las elecciones provinciales coincidan con las nacionales, debiendo estas estar separadas por un intervalo de tres meses.
Los legisladores provinciales, que son quince, se eligen directamente. Se aplicará el sistema de representación proporcional, método D'Hondt con un piso del (5%) de los votos válidos emitidos. Los legisladores serán electos de acuerdo con el orden de lista y número de votos para cada uno, según el sistema de tachas. El sistema de tachas se aplica conjuntamente con el proporcional (método D'Hondt), de modo que el número de votos obtenidos determina el número de bancas que corresponderá a cada partido en la Legislatura. Las tachas contenidas en las boletas utilizadas para votar, establecerán el orden de designación de los candidatos a elegir, modificando el orden impreso en ellas, el que sólo se aplicará en los casos de empate. No se considerarán las tachas efectuadas a cada candidato que no superen el (50% +1 voto) del total de los votos válidos emitidos en favor de la lista que lo propuso.
El gobernador y los legisladores electos asumen sus cargos el 10 de enero del año siguiente, siendo junto con Tucumán (cuyas autoridades asumen el 29 de octubre), las únicas dos provincias argentinas cuyas autoridades provinciales no asumen el 10 de diciembre.

## Campaña
Durante la campaña, los tres principales candidatos se dieron por ganadores. La Alianza se adjudicaba la victoria en primera vuelta, con Colazo alegando que la elección se polarizaría entre él y Manfredotti, y por lo tanto Martinelli no representaría una amenaza. Manfredotti declaró que la elección sería ajustada entre los tres candidatos y que de ese modo se daría una segunda vuelta entre él y Colazo. Martinelli, por su parte, se adjudicó la victoria, anticipando de todos modos también que habría una segunda vuelta, y que entrarían en ella probablemente contra la Alianza. Muchas encuestas, al comienzo de la campaña, adjudicaban la victoria a Colazo con Manfredotti en segundo lugar veinte puntos abajo. Sin embargo, los apoyos al candidato justicialista comenzaron a incrementarse a medida que avanzó la campaña y los apoyos al MOPOF oficialista disminuían, hasta que algunas encuestas lo dieron ganador.
El último período de la campaña de la primera vuelta se caracterizó por los múltiples intentos del PJ y la Alianza de que el comicio fueguino se nacionalizara, estando las elecciones presidenciales venideras programadas para octubre de ese mismo año. Tanto Eduardo Duhalde como Fernando de la Rúa, los candidatos presidenciales de ambas fuerzas, visitaron la provincia a mediados de junio y realizaron actos concurridos en un intento de atraer adhesiones.

## Resultados

### Gobernador y Vicegobernador

#### Primera vuelta
La primera vuelta gubernativa y la elección legislativa se realizaron el 20 de junio, en un ambiente tranquilo. De acuerdo con los medios de comunicación, los candidatos participantes fueron sumamente cordiales entre sí, y los derrotados admitieron rápidamente el triunfo de sus contrincantes. El gobierno nacional envió al Jefe de Gabinete, Jorge Alberto Rodríguez, mientras que Colazo fue acompañado durante el escrutinio por el jefe de campaña de la Alianza, Rafael Pascual y por el gobernador electo de Catamarca, Oscar Castillo. Al comenzar el escrutinio, Rodríguez se basó en las primeras mesas favorables a Manfredotti para declarar al justicialismo como ganador. Colazo rápidamente lo acusó de intentar provocar una discusión innecesaria entre los candidatos, emitiendo como protesta: "Mejor que se vaya inmediatamente de Tierra del Fuego y comience a trabajar para el país".
Debido a la experiencia ocurrida previamente en la elección tucumana del mismo año, con repetidas denuncias de fraude y enfrentamientos entre los candidatos Julio Miranda y Ricardo Bussi, solo se autorizó una encuesta por boca de urna para la elección fueguina, que fue realizada por la consultora de Enrique Zuleta Puceiro. La encuesta constató que la Alianza obtendría la primera minoría por un punto, lo que significaba un "empate técnico".
El escrutinio definitivo finalizó con una estrecha primera minoría para Colazo, con el 39.98% de los votos, contra el 36.78% de Manfredotti, el 22.32% de Martinelli y el 0.92% de Tricárico. Con respecto a los departamentos, Colazo triunfó en Río Grande, mientras que Manfredotti se impuso en Ushuaia y Martinelli en Antártida Argentina, por 5 votos. El Departamento Islas del Atlántico Sur no participó en la elección, al encontrarse las islas bajo el control del Reino Unido en el marco de la disputa por su soberanía. La predicción más cercana a cumplirse fue la de Manfredotti, ya que si bien efectivamente la elección se polarizó entre el PJ y la Alianza, el resultado del MOPOF fue lo suficientemente alto como para que Colazo no pudiera evitar un balotaje. Se programó entonces una segunda vuelta entre él y Manfredotti para el 4 de julio.
|  | 39,98 % |

|  | 36,78 % |

|  | 22,32 % |

|  | 0,92 % |

|  | 93,24 % |

|  | 5,42 % |

|  | 1,35 % |

|  | 100 % |

|  | 70,89 % |

#### Segunda vuelta
En la campaña para la segunda vuelta, las encuestas no daban un ganador claro y la diferencia ente ambos candidatos caía en el margen de error. El MPF apoyó a Manfredotti a último momento, pero el intendente de Ushuaia por dicho partido, Jorge Garramuño, declaró que tal apoyo sería inútil, afirmando que en un lugar de población tan reducida como Tierra del Fuego "la gente vota candidatos, no partidos", poniendo como ejemplo el hecho de que él fue reelecto con más del 60% de los votos, mientras que Martinelli, candidato a gobernador del mismo partido, solo obtuvo el 27% en dicha ciudad el mismo día. Finalmente, sin embargo, y con el apoyo del MOPOF, Manfredotti obtuvo una diminuta victoria con el 50.90% de los votos contra el 49.10% de Colazo, convirtiéndose en el primer gobernador justicialista de Tierra del Fuego.
|  | 50,90 % |

|  | 49,10 % |

|  | 95,81 % |

|  | 1,61 % |

|  | 2,58 % |

|  | 100 % |

|  | 71,30 % |

### Legislatura
Las elecciones de la Legislatura Provincial fueron totalmente contrarias a las de gobernador. El Partido Justicialista, que había quedado segundo en la primera vuelta, triunfó con 6 escaños. El MOPOF, tercero en la carrera por la gobernación, obtuvo 5. La Alianza quedó en tercer lugar y último con 4 escaños, habiendo quedado primera en la primera vuelta. El resultado legislativo condicionó la segunda vuelta, pues ninguno de los dos partidos tenía la mayoría para gobernar por sí solo, siendo clave el apoyo del MOPOF.
|  | 32,46 % |

|  | 32,06 % |

|  | 25,60 % |

|  | 4,50 % |

|  | 2,48 % |

|  | 2,03 % |

|  | 0,87 % |

|  | 83,22 % |

|  | 15,47 % |

|  | 1,31 % |

|  | 100 % |

|  | 70,89 % |